# بوبریتسش
بوبریتسش (به آلمانی: Bobritzsch) یک منطقهٔ مسکونی در آلمان است که در Bobritzsch-Hilbersdorf واقع شده‌است. بوبریتسش ۴٬۵۳۰ نفر جمعیت دارد.